# Poliščuki
Poliščuci (jednina na ukr.: Поліщук, Poliščuk), jedna od ukrajinskih etnografskih skupina u nizinskim predjelima sjeverne Ukrajine. Od ostalih Ukrajinaca razlikuju se svojim dijalektom i običajima koji se su zemljopisnoj izolaciji razvili u močvarnim područjima Podlesja.
Ne treba ih se miješati s bjeloruskim Poleščucima jugozapadne Bjelorusije, koji žive u bjeloruskom dijelu Podlasja.
Vidi Polješčuci.